# SKE48 真夜中のウナギたち
『SKE48真夜中のウナギたち』（エスケーイーフォーティーエイトまよなかのうなぎたち）は、2025年4月14日（13日深夜）からテレビ愛知で放送されている深夜バラエティ番組。放送時間は第2・第4月曜 0:50 - 1:20 (JST)｡

## 概要
2022年1月より3年3か月同局で放送されていた『SKE48の未完全TV』の後継番組。SKE48の愛知県での地上波レギュラー冠番組である。SKE48とチャンス大城が名古屋で見逃されていた人・モノ・場所でロケをし、アトラクション化するバラエティ。番組タイトルの「ウナギたち」には“うなぎのぼり”のように急激に人気を上昇させ、名古屋名物“ひつまぶし”のように長く愛される番組になりたいという意味が込められている。

## 放送時間
- 第2・第4月曜 0時50分 - 1時20分【日曜深夜】（2025年4月14日 - ）

## 出演者
- SKE48
- チャンス大城

## スタッフ
- ナレーション：棚橋真典
- 構成：宮﨑祐人・佐治なげる・甲斐隼平（共にSOBOS、佐治→HOBOSと共同所属）
- 企画協力：松永英隆（HOBOS）
- 撮影：河野仁志、大辻カノン、松川政己、篠田光人、木村光、名倉彰孝、丹下諒【週替わり】
- 音声：小村茂智、内山盟、小倉奈津実、平野陸、田中君洋【週替わり】
- 編集：島崎道也、田中彩花
- MA：夏原拓朗、岡添圭一【週替わり】
- イラスト：酒井福人
- 編成：尾谷孝
- 広報：加藤智恵子
- 配信企画：横山優希
- スチール：平手俊夫（cutieSTUDIO）、夏目圭一郎【週替わり】
- メイク：éclat
- 協力：ゼスト
- ディレクター：谷本桃子（SOBOS）、宮田和奏（HOBOS）
- チーフディレクター：石田大和（HOBOS / SOBOS）
- プロデューサー：二ノ宮拓郎、村瀬敬士（HOBOS / SOBOS）
- チーフプロデューサー：広沢二郎
- 制作協力：HOBOS Inc.、SOBOS Inc.
- 制作著作：テレビ愛知

## 備考
放送後にLocipoにて最新回の見逃し配信が行われている。